# Wire
A Wire brit rockegyüttes. Több műfajban is jelen vannak: post-punk, punk-rock, art-punk, experimental (kísérletezős) rock, alternatív rock, elektronikus zene.
1976 októberében alakultak meg Londonban. A legelső nagylemezük, a "Pink Flag" bekerült az 1001 lemez, amit hallanod kell, mielőtt meghalsz című könyvbe. Már ezzel az albummal bebizonyították zenei sokszínűségüket, hiszen ezen a lemezen hardcore punk, alternatív rock és elektromos elemek is megjelentek dalaik során. Ez kiterjedt egész karrierjükre is. 
Összesen 15 nagylemezt jelentettek meg pályafutásuk alatt. A "Drót" többször is feloszlott karrierjük során: először 1976-tól 1980-ig, majd 1985-től 1992-ig működtek, végül 1999-től napjainkig.

## Tagok
- Colin Newman – ének, gitár
- Graham Lewis – basszusgitár, ének
- Robert Gray – dobok
- Matthew Simms – gitár

## Diszkográfia
- Pink Flag (1977)
- Chairs Missing (1978)
- 154 (1979)
- The Ideal Copy (1987)
- A Bell is a Cup (1988)
- IBTABA (1989)
- Manscape (1990)
- The Drill (1991)
- The First Letter (1991)
- Send (1993)
- Object 47 (2008)
- Red Barked Tree (2010)
- Change Becomes Us (2013)
- Wire (2015)
- Nocturnal Koreans (2016)
- Silver/Lead (2017)
- Mind Hive (2020)
- 10:20 (2020)